# فرید جحنین
فرید دجاهنین (انگلیسی: Farid Djahnine؛ زادهٔ ۱۶ اوت ۱۹۷۶) بازیکن فوتبال اهل الجزایر بود.
از باشگاه‌هایی که در آن بازی کرده‌است می‌توان به باشگاه فوتبال اتحاد الجزایر اشاره کرد.
وی همچنین در تیم ملی فوتبال الجزایر بازی کرده‌است.